# DTM 2007
DTM-säsongen 2007 (DTM står för Deutsche Tourenwagen Masters) kördes över tio omgångar, varav sex i Tyskland. Mästare blev den svenske föraren Mattias Ekström.

## Delsegrare
| Datum        | Bana         | Vinnande förare | Konstruktör |
| ------------ | ------------ | --------------- | ----------- |
| 22 april     | Hockenheim   | Mattias Ekström | Audi        |
| 6 maj        | Oschersleben | Gary Paffett    | Mercedes    |
| 20 maj       | Lausitzring  | Mika Häkkinen   | Mercedes    |
| 10 juni      | Brands Hatch | Bernd Schneider | Mercedes    |
| 24 juni      | Norisring    | Bruno Spengler  | Mercedes    |
| 15 juli      | Mugello      | Mika Häkkinen   | Mercedes    |
| 29 juli      | Zandvoort    | Martin Tomczyk  | Audi        |
| 2 september  | Nürburgring  | Martin Tomczyk  | Audi        |
| 23 september | Barcelona    | Jamie Green     | Mercedes    |
| 14 oktober   | Hockenheim   | Jamie Green     | Mercedes    |

## Slutställning
| Plats | Förare                | Konstruktör | Poäng |
| ----- | --------------------- | ----------- | ----- |
| 1     | Mattias Ekström       | Audi        | 50    |
| 2     | Bruno Spengler        | Mercedes    | 47    |
| 3     | Martin Tomczyk        | Audi        | 40    |
| 4     | Jamie Green           | Mercedes    | 34.5  |
| 5     | Paul di Resta         | Mercedes    | 32    |
| 6     | Bernd Schneider       | Mercedes    | 31.5  |
| 7     | Timo Scheider         | Audi        | 25    |
| 8     | Mika Häkkinen         | Mercedes    | 22    |
| 9     | Gary Paffett          | Mercedes    | 20.5  |
| 10    | Alexandros Margaritis | Mercedes    | 16    |
| 11    | Alexandre Prémat      | Audi        | 13    |
| 12    | Mike Rockenfeller     | Audi        | 11    |
| 13    | Daniel la Rosa        | Mercedes    | 10    |
| 14    | Tom Kristensen        | Audi        | 9     |
| 15    | Mathias Lauda         | Mercedes    | 4     |
| 16    | Christian Abt         | Audi        | 4     |
| 17    | Lucas Luhr            | Audi        | 1     |